# My Life in the Bush of Ghosts
My Life in the Bush of Ghosts è un album di Brian Eno e David Byrne pubblicato dall'etichetta discografica Sire Records nel febbraio 1981 e ristampato con l'aggiunta di 7 bonus tracks dalla Virgin nel 2006. My Life in the Bush of Ghosts è considerato dagli specialisti uno dei più importanti precorritori della world music e una delle principali testimonianze sonore degli anni ottanta e novanta.

## Il disco

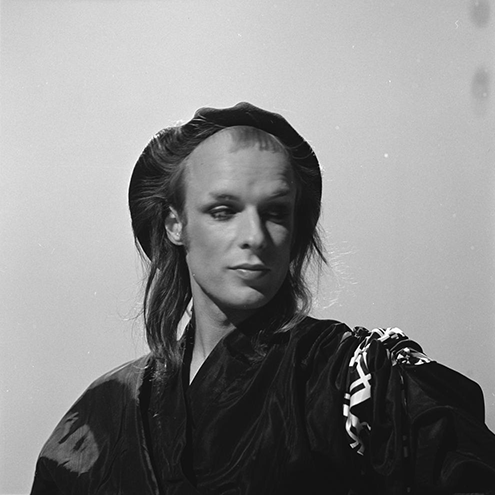
Brian Eno (1974)

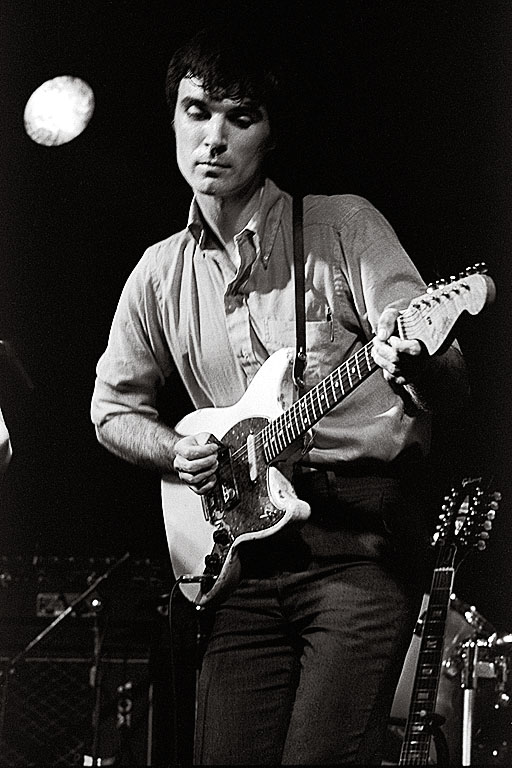
David Byrne (1978)

Il titolo è tratto dalla versione originale del romanzo La mia vita nel bosco degli spiriti dello scrittore nigeriano Amos Tutuola, una raccolta di favole che ha per protagonista un bimbo africano, attratto ed allo stesso tempo terrorizzato dalle molteplici creature magiche che incontra nel bosco.
L'album è ritenuto una tappa particolarmente significativa nella carriera di Eno e Byrne. In esso i due musicisti portano alle estreme conseguenze le sonorità tribali degli album Fear of Music (1979) e del più solare Remain in Light (registrato nel 1980 in contemporanea con My Life in the Bush of Ghosts) dei Talking Heads esplorando il folk e la musica etnica creando una connessione tra questi e la neonata scena dell'ambient.
L'album viene realizzato sovrapponendo la musica a delle registrazioni provenienti da trasmissioni radiofoniche americane e da brani folkloristici mediorientali, nordafricani ed americani. L'unica eccezione è la traccia interamente strumentale "Mountain of Needles".
Tra le diverse realtà comprese in tali registrazioni, vi sono quelle parlate di un commentatore radiofonico, un predicatore ed un esorcista americani, e quelle cantate di una cantante delle montagne libanesi, musulmani algerini in preghiera ecc. Le performance di questi involontari collaboratori sono definite dagli autori le 'voci guida' dei brani.
Nella prima parte del disco, la sezione ritmica ha un ruolo di primo piano, sulle note di un aggressivo ed inquietante funk rock, mentre la seconda parte è più immersa nelle atmosfere ambient, con largo uso di sintetizzatori. Seppur caotici, i suoni ed influssi rappresentati nei vari brani si rivelano organici nell'insieme, sebbene esso non sia di facile realizzazione al primo ascolto.
Particolarmente rappresentativa della mediazione culturale è Regiment, traccia dominata dagli energici ed armoniosi vocalizzi della montanara libanese Dunya Yusin. L'incessante lavoro funky della sezione ritmica crea con la voce della cantante un contrasto ipnotico, stemperato dal lavoro al sintetizzatore di Eno.

## Pubblicazioni
Il disco è stato registrato a cavallo tra il 1979 ed il 1980, e terminato l'estate del 1980. La traccia Into the Spirit World contiene una registrazione radiofonica della guaritrice pentecostale americana Kathryn Kuhlman, deceduta qualche anno prima. La fondazione da lei creata, a quel tempo ancora attiva, ha imposto l'eliminazione del brano e la pubblicazione è stata bloccata. La traccia è poi ricomparsa con il titolo Into the Spirit Womb sul bootleg Ghosts del 1992.
Gli autori sono tornati in sala d'incisione nel settembre del 1980 e hanno cambiato il brano con The Jezebel Spirit. Il disco è uscito per la prima volta nel febbraio del 1981 negli USA, per la Sire Records (25PP-13). In quello stesso anno sarebbe stato pubblicato in 12 paesi da diverse etichette, tra cui la E.G. Records nel Regno Unito, in Italia ed in Francia.
Esiste un'edizione dell'album uscita in vinile e, per la prima volta, in CD con una traccia intitolata Qu'ran (lett. Corano). Tale canzone è stata successivamente rimpiazzata con Very, Very Hungry in seguito alle proteste della sezione britannica del World Council of Islam che ha comunicato di sentirsi offesa per l'uso profano di una cerimonia musulmana nella traccia. Gli artisti hanno assicurato che il brano non nascondeva alcuna volontà provocatoria..
L'edizione rimasterizzata del 2006 della Virgin (0946 331341 2 6) comprende 7 bonus track inedite ed altre modifiche, quali l'allungamento di oltre 1 minuto del brano Mea Culpa, la sovrapposizione di voci afro in The Carrier, un diverso missaggio di Regiment ecc. . Il CD è corredato da un booklet di 28 pagine che contiene alcuni passi del libro di Amos Tutola, uno scritto di David Toop intitolato My Life In The Bush Of Ghosts ed uno di Eno e Byrne dal titolo The Making Of My Life In The Bush Of Ghosts. Nella confezione è compreso anche il video Mea Culpa di Bruce Conner.
Da My Life In The Bush Of Ghosts, sono stati tratti i due singoli Regiment e The Jezebel Spirit, pubblicati rispettivamente dalla Polydor e dalla E.G. nel 1981.

## L'influenza musicale dell'album
Nonostante non sia stato il primo album ad essere stato composto soprattutto grazie all'uso di registrazioni vocali e di musica etnica (questa operazione era già effettuata da Holger Czukay nel suo album Canaxis 5 del 1969), My Life in the Bush of Ghosts è riconosciuto come un disco estremamente influente. Douglas Rushkoff definisce l'album "fonte di ispirazione per gli artisti da lì a venire, che registreranno industrial, house, e persino rap e hip-hop" mentre altri lo ritengono una pietra miliare della musica costruita sui campionamenti, come, ad esempio, l'hip hop, l'ambient house e la sampledelia.
I Public Enemy, ritenuto il gruppo rap più influente della storia, si erano ispirati alla musica dell'album. Secondo il loro membro Hank Schocklee:
Oltre a permettere gli sviluppi della musica popolare basata sui campionamenti, My Life in the Bush of Ghosts è stato definito una pietra miliare della musica "global dance".
Secondo quanto scritto nelle note di copertine dell'edizione rimasterizzata dell'album pubblicata nel 2006, musicisti quali i Kruder & Dorfmeister, Goldie e gli 808 State si sarebbero ispirati alla musica dell'album.
Il critico David Toop smentisce l'affermazione di Rushkoff, definendola "riduttiva", "inopportuna" e "assurda" perché «tesa a dimostrare che la scena underground (...) debba necessariamente risalire agli artisti riconosciuti dai mass media bianchi».

## Accoglienza
Sebbene alla sua uscita fosse stato bollato da alcuni come «un esercizio sperimentale da teste d'uovo in un laboratorio sonoro», My Life in the Bush of Ghosts ha ricevuto giudizi positivi quasi all'unanimità ed è considerato uno dei migliori album dell'anno. Jon Pareles di Rolling Stone ha dato all'album 4 stelle su 5 e ha dichiarato che «si tratta innegabilmente di una fantastica impresa di montaggio sonoro per nastro e ingegnosità ritmica» ove viene spesso evitata ogni forma di «esotismo o carineria (...) aggiungendo delle sezioni (parlate) senza che queste vengano oscurate». L'album è stato inserito in un libro dedicato ai 500 dischi "fondamentali" della musica rock di Eddy Cilìa e Federico Guglielmi. Il critico di Village Voice Robert Christgau ha assegnato un più basso C+; nella sua recensione riporta che le registrazioni utilizzate nell'album siano «disordinate e indistinte come la fusione di MOR e il prog-rock che esso richiama alla memoria», e che sarebbe privo delle «ariose e spazzanti sonorità di Remain in Light e l'austera stranezza di Jon Hassell». Secondo Toop, My Life in the Bush of Ghosts «fu un disco interessante, sebbene le sue improvvisazioni, sciolte e monocorde, chiaramente ispirate da Fela Kuti, non abbiano resistito al tempo così bene (...) come i lavori di Brian dello stesso periodo».
Il lavoro di Eno e Byrne ha anche ricevuto delle critiche, secondo le quali questa opera di accostamento culturale sconfina spesso nella prevaricazione.

## Tracce
Tutti i brani sono composti ed arrangiati da Eno e Byrne, eccetto quelli diversamente indicati. Le postille sotto le tracce segnalano, come da note di copertina, gli interpreti delle registrazioni sulle quali è stata sovrapposta la musica.

### LP originale (1981)
Tutte le tracce sono state composte da Brian Eno e David Byrne, eccetto dove indicato.
1. America Is Waiting – 3:36 (arrangiata da Eno, Byrne, Bill Laswell, Tim Wright e David Van Tieghem. Il brano presenta la registrazione di un indignato commentatore radiofonico non identificato, San Francisco, Aprile 1980.)
2. Mea Culpa – 3:35 (Il brano presenta la registrazione di un radio ascoltatore infiammato e le risposte di un politico pacato, entrambi non identificati, diretta telefonica con gli ascoltatori, New York, luglio 1979.)
3. Regiment – 3:56 (composta assieme a Michael "Busta Cherry" Jones, ed arrangiata da Eno, Byrne e Jones) Il brano presenta la registrazione vocale della cantante libanese Dunya Yusin, album The Human Voice in the World of Islam, Tangent Records TGS131)
4. Help Me Somebody – 4:18 (Brano che presenta la registrazione di un sermone radiofonico del Reverendo Paul Morton, New Orleans, giugno 1980. [New Orleans, giugno 1980])
5. The Jezebel Spirit – 4:55 (Brano che presenta la registrazione di un Esorcista non identificato, New York, settembre 1980)
6. Qu'ran – 3:46 (Musulmani algerini in una salmodia del Corano. La provenienza è la stessa della traccia 3. Questa traccia è stata sostituita per motivi religiosi, a partire dall'edizione del 1987, dal brano "Very, Very Hungry" - 3:21)
7. Moonlight in Glory – 4:19 (Il brano presenta una registrazione dei Moving Star Hall Singers, Sea Island, Georgia (USA), dall'album The Moving Star Hall Singers, Folkways Records FS 3841)
8. The Carrier – 3:30 (Il brano presenta una registrazione di Dunya Yusin. La provenienza è la stessa della traccia 3.)
9. A Secret Life – 2:30 (Il brano presenta una registrazione della cantante Samira Tewfik, cantante popolare giordana. Dall'album Les Plus Grandes Artistes du Monde Arabe, EMI)
10. Come with Us – 2:38 (Il brano presenta la registrazione di un predicatore evangelico radiofonico non identificato, aprile 1980)
11. Mountain of Needles – 2:35

### Edizione rimasterizzata 2006 con bonus tracks
Questa edizione rimasterizzata presenta diverse modifiche dei brani originali, soprattutto in termini di missaggio e di durata dei brani.
1. America Is Waiting – 3:38
2. Mea Culpa – 4:57
3. Regiment – 4:11
4. Help Me Somebody – 4:17
5. The Jezebel Spirit – 4:56
6. Very, Very Hungry – 3:21
7. Moonlight In Glory – 4:30
8. The Carrier – 4:19
9. A secret Life – 2:31
10. Come With Us – 2:42
11. Mountain Of Needles – 2:39

Tracce Bonus
1. Pitch To Voltage – 2:38
2. Two Against Three – 1:55
3. Vocal Outtakes – 0:36
4. New Feet – 2:26
5. Defiant – 3:41
6. Number 8 Mix – 3:30
7. Solo Guitar with Tin Foil – 2:58

## Formazione
- David Byrne e Brian Eno – chitarra, basso, sintetizzatore, batteria, percussioni, oggetti vari

Altri musicisti
- John Cooksey – batteria su Help Me Somebody e Qu'ran
- Chris Frantz – batteria su Regiment
- Busta Cherry Jones – basso su Regiment
- Dennis Keeley – bodhrán su Mea Culpa
- Bill Laswell – basso su America Is Waiting
- Mingo Lewis – batá e Chapman Stick su The Jezebel Spirit e The Carrier
- Prairie Prince – grancassa su The Jezebel Spirit e The Carrier
- Jose Rossy – congas e gong su Moonlight in Glory
- Steve Scales – congas e percussioni metalliche su Help Me Somebody
- David van Tieghem – batteria e percussioni su America Is Waiting e Regiment
- Tim Wright – basso su America Is Waiting